# La Tuna (Uruguay)
La Tuna es un balneario uruguayo del departamento de Canelones. Forma parte del municipio de La Floresta.

## Ubicación
El balneario se encuentra localizado al sureste del departamento de Canelones, sobre las costas del Río de la Plata y a la altura del km 65 de la ruta Interbalnearia. Limita al oeste con el balneario Los Titanes y al este con el balneario Araminda. Es uno de los balnearios que conforman la Costa de Oro uruguaya, posee además costas sobre el arroyo homónimo.

## Historia
Compilado en base al trabajo del historiador prof. Ciro Villarino.
La Tuna ayer. 
El desplazamiento de familias, desde el interior canario hacia las costas del Río de la Plata, se remonta al siglo XIX. Los motivos eran diversos, pero sin duda uno de ellos era disfrutar de ese ambiente en los meses de verano. Los medios utilizados para el desplazamiento fueron varios y cambiaron en la medida en que iban surgiendo nuevos medios de transporte. Las carretas, el ferrocarril y los primeros automotores, permitieron el acceso. Otras veces se llegaba caminando.
La “Playa de la Tuna” no escapó a dicho fenómeno. Así surgieron campamentos, a la sombra de Canelones y Coronillas, que reunían a familias canarias y de departamentos vecinos (tanto de ámbitos urbanos como rurales) que, si bien se autoabastecían pues traían prácticamente todo, (desde la vaca hasta los diversos productos de las “carneadas”) propiciaron el surgimiento de comercios que proveían diversas mercaderías: desde el alimento al alojamiento y la diversión. Los campamentos fueron anudándose con la instalación sobre el terreno de ranchos (generalmente con techo de paja, a dos aguas y forrados con latas de bidones de aceite u otros líquidos; otros de terrón y totora por dentro) y viviendas de madera, muchas veces levantadas del suelo para evitar, entre otras cosas, el “bicherío”.
El “pueblito de La Tuna” tomaba forma, siendo su eje la calle N°1 (luego Av. Gral Artigas) hasta el arroyo; sin embargo, sorteando los grandes médanos, algunas familias y personas solas fueron levantando ranchos y casillas de madera muy cerca de la costa (así el primer guardacosta: Don Rafael Juan Bautista Vaccarezza Rolleri). 
Antes de terminar la Primera Guerra Mundial, por el año 1917, se instalaba como guardacosta el mencionado Rafael, procedente de Montevideo. Levantó racho de terrón en la actual calle Tapes casi Chanaes y uno de paja y chapas en la actual calle Minuanes, frente a la costa. Este hombre, además de “costear” y estar atento a la navegación por la zona, cumplió una tarea de protección de la fauna de la isla, a la cual llamó Rasa. Informaba acerca de la formación de nidos, postura y nacimiento de pichones de las diversas especies de gaviotas de la isla. Su hijo, también llamado Rafael, prosiguió con la función de guardacosta al igual que Laurentino Barón (“Cacheno”) en años posteriores, siendo el último guardacosta Alejandrino Rodríguez, el “Checho”.
Sandalio Barón y su familia, así como Pilar Tejera con la suya, brindaron múltiples servicios a la comunidad naciente: almacén de ramos generales, hospedaje, entretenimientos, etc. 
La venta de terrenos tuvo en Don Baldomero Abella un gran impulsor, acompañado en las mediciones y demarcaciones por el agrimensor Horacio Uslenghi. Conocemos planos de 1926 que van pautando el fraccionamiento, crecimiento y consolidación del balneario, con dicha categoría según el historiador Aníbal Barrios Pintos, oficialmente desde 1934. Gradualmente, la comunidad de los Barón se amplió con el mencionado Laurentino, Rogelio, etc. Del mismo modo los servicios: carnicería, agencia oficial de correos, posada.
La población permanente de La Tuna y proximidades, sin ser abundante, permitió abrir una escuelita auxiliar en la década del 30 que se mantuvo hasta 1952. Los años 40 ven la instalación de la bomba manual para la extracción del agua, se amplía la forestación, se termina la construcción del nuevo puente sobre al arroyo en 1946 (el puente anterior se derrumbó con una crecida del arroyo años antes) y la apertura de nuevas carreteras y caminos complementarios del ferrocarril que tenía en La Sala, el km 78, y la Estación Piedras de Afilar, las paradas claves para acceder o partir de la zona: tanto personas como productos y enseres diversos. La construcción del Round Point y de chalets acordes a los tiempos y bolsillos (donde las tejas daban el tono a las dos aguas), como el de “Casabó”, frente al mar, cambiaron la fisonomía del balneario, que se expandió más allá del arroyo y hacia el eje de la actual calle Bohanes. Este impulso de los años 30 y 40 tiene su correlato en la emergencia de otros balnearios muy cercanos: Los Titanes (con quien La Tuna cultiva un vínculo muy especial), Araminda, San Luis, etc. Con Los Titanes, vínculo que hoy perdura, basado en el esfuerzo común por alcanzar diversos objetivos: Club Los Titanes – La Tuna, luz, teléfono, apertura de caminos de enlace, etc. La Tuna continúa siendo el “pueblito proveedor de servicios” que mantiene muchos rasgos de su origen, en gran medida rural/campesino latente en la vieja y risueña expresión: “Allí vienen a la playa de los canarios de Migues y de Tala”

## Población
Según el censo de 2011 el balneario contaba con una población de 204 habitantes.
| 98            | 95 | 92 | 129 | 197 | 204 |
| (Fuente: INE) |    |    |     |     |     |